# Tifoseria del Torino Football Club

Vessilli della tifoseria granata allo stadio Comunale durante una stracittadina degli anni 1980.

Nella presente pagina sono riportate informazioni sulla storia ed evoluzione dei gruppi organizzati di tifosi relativi al Torino Football Club, società calcistica italiana con sede a Torino.

## Composizione demografica
In ambito nazionale, secondo la ricerca multiclient annuale "Sponsor Value", realizzata dal 2001 da StageUp e Ipsos su un campione di riferimento nella popolazione italiana di età compresa tra 16 e 64 anni, al 2023 il Torino risultava essere la nona squadra di Serie A più tifata d'Italia, potendo contare su un seguito stimato in circa 452 000 tifosi; i granata, rispetto al quadriennio precedente dell'indagine "Sponsor Value", risultano avere in linea di massima la stessa base di tifosi (450 mila nel 2022, 416 mila nel 2021, 471 mila nel 2020 e 462 mila nel 2019).

## Orientamento politico
I tifosi del Torino sono principalmente di sinistra.

## Spettatori
La tifoseria granata contribuisce ad una percentuale di riempimento dello stadio Olimpico, durante le gare casalinghe del Torino, pari al 77,07% nella stagione 2023-2024. Dal ritorno del club all'Olimpico ristrutturato, avvenuto nel 2006, la migliore media di pubblico stagionale per la squadra, in campionato, fu registrata nell'annata 2023-2024, quando vi fu una presenza media di 22 737 spettatori per gara. I tifosi granata hanno invece fatto segnare il primato di abbonamenti stagionali per il club, in campionato all'Olimpico, acquistando 17 489 tessere nella stagione 2006-2007.
I record assoluti di media spettatori e abbonamenti della storia del Torino sono però legati ai vecchi impianti, che disponevano di una capienza maggiore di pubblico: 40 513 spettatori in media nelle partite di campionato della stagione 1976-1977 al vecchio stadio Comunale, prima della ristrutturazione, nell'annata successiva all'ultimo scudetto conquistato dal club, e 26 060 abbonati in Serie A nella stagione 1991-1992, allo stadio delle Alpi.

## Fan club
Il Centro Coordinamento Toro Clubs (CCTC) raccoglieva tutti i club di tifosi del Torino presenti sul territorio italiano e all'estero, fino allo scioglimento avvenuto nel 2012.

## Tifoseria organizzata

### Curva Maratona
Curva Maratona è il nome tradizionalmente dato alla curva più calda dei tifosi della squadra del Torino. Il nome è stato attribuito per la presenza, nello stadio Comunale di Torino, nell'area retrostante la curva stessa, di un torrino piezometrico denominato appunto "Torre Maratona", alto 42 metri e simboleggiante lo spirito di competizione e di sacrificio degli atleti, nei pressi della quale si apriva l'ingresso riservato agli atleti partecipanti all'omonima gara atletica.

Scenografia granata nella curva Maratona del Comunale a metà degli anni 1980.

Con l'abbandono del Comunale e il passaggio della squadra allo stadio delle Alpi, i tifosi e i gruppi organizzati della curva Maratona si sono collocati nella curva "Nord", in particolare nel secondo anello della medesima, conservando il nome di curva Maratona.
A partire dal campionato di calcio 2006-2007, il Torino è tornato a giocare al vecchio Comunale, ristrutturato in occasione dei XX Giochi olimpici invernali e ridenominato stadio Olimpico, cosicché il tifo più "caldo" si è riappropriato della propria curva "storica".
La curva Maratona è infatti il vero cuore pulsante del tifo granata, incessante sostegno per la squadra ed esponente degli "umori" della tifoseria (restano note le molteplici contestazioni, nei decenni, a varie dirigenze e giocatori colpevoli di scarso attaccamento ai colori sociali).

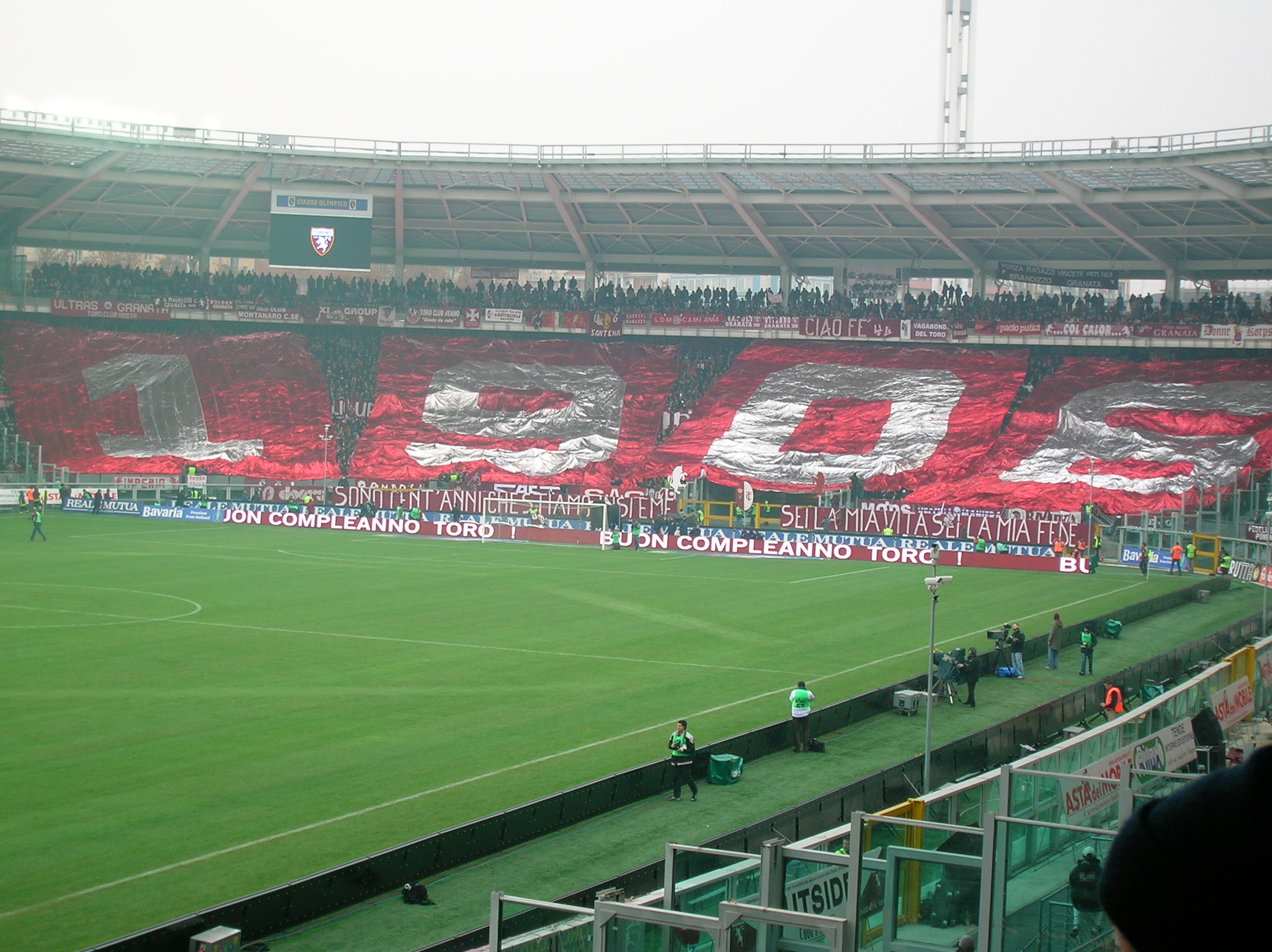
La nuova curva Maratona nello stadio Olimpico, ex Comunale, a metà degli anni 2000.

Durante il campionato 1998-1999 l'allora presidente Massimo Vidulich ha per questo ritirato la maglia nº 12, assegnandola simbolicamente alla Maratona, considerata a tutti gli effetti il dodicesimo uomo in campo del "Toro".
Il tifo granata più moderato tende a riunirsi invece nella curva opposta tradizionalmente, chiamata "curva Filadelfia" data la vicinanza della stessa all'omonima via, e ribattezzata dal campionato 2005-2006 "curva Primavera" in onore delle giovanili granata; questo nome è stato conservato anche dopo il trasferimento del Torino, dalla stagione seguente, all'Olimpico Grande Torino.
Nel 1997 la Maratona venne premiata dal settimanale sportivo francese Onze come miglior tifoseria organizzata d'Europa; riconoscimento che seguiva quello ricevuto a metà degli anni 1980, quando un sondaggio tra i tifosi di tutta Italia e promosso dalla Domenica Sportiva incoronò la Maratona come la curva più bella del campionato.

### Curva Primavera

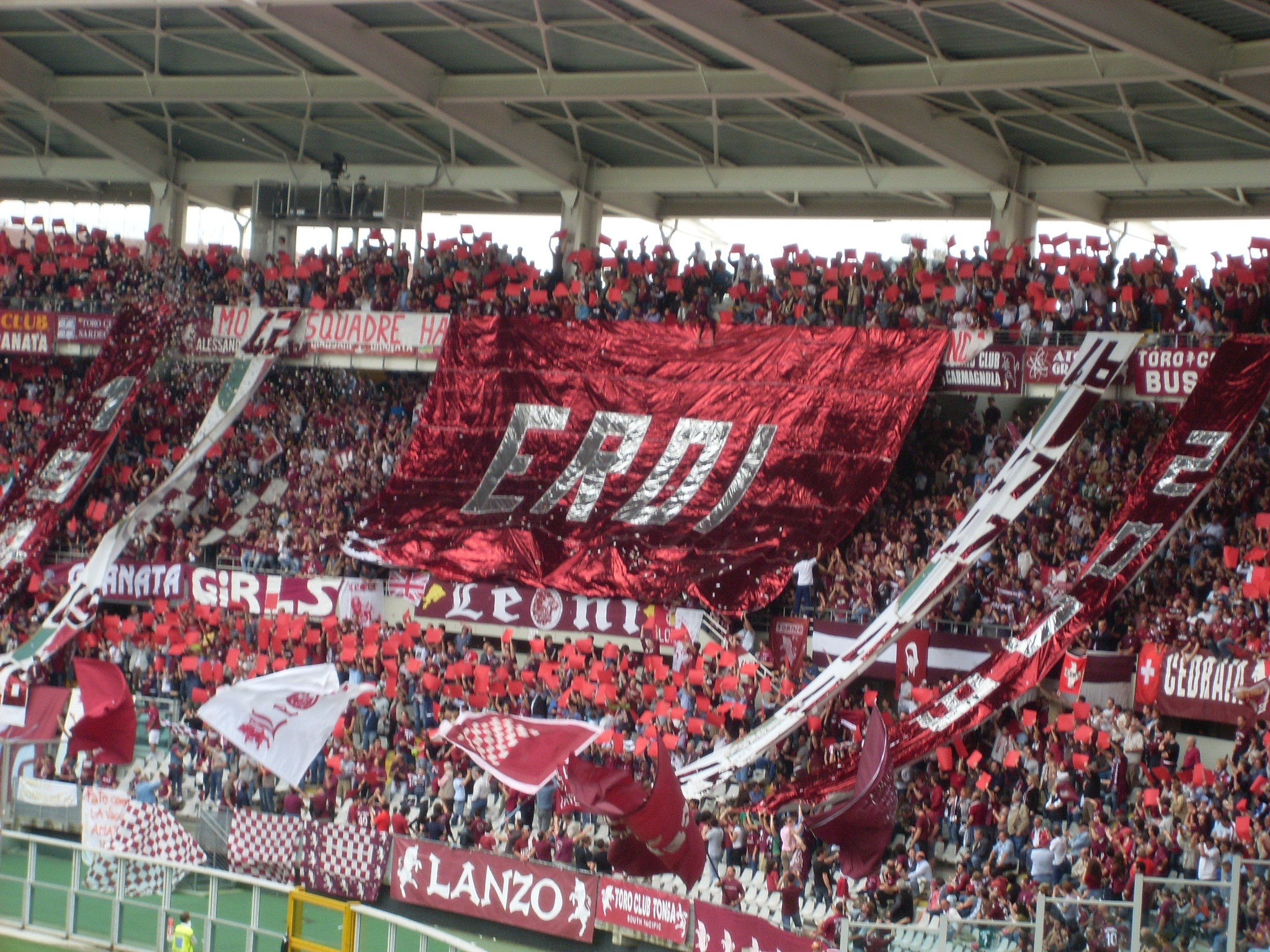
La curva Primavera dell'Olimpico (2009).

Curva Primavera è il nome tradizionalmente dato alla curva Sud dello stadio Comunale di Torino, in onore delle squadre giovanili del Torino Football Club. Viene occupata dai tifosi granata più moderati. Anche se in diverse stagioni la occuparono i Leoni della Maratona, gli Stendardi, le Girls e i Geneticamente Granata.
Con l'abbandono dello Stadio Comunale e il passaggio della squadra allo stadio delle Alpi, i tifosi e i gruppi organizzati della curva Primavera si sono collocati nella curva Sud dell'impianto sportivo utilizzato tra il 1990 e il 2006 per le partite casalinghe della squadra granata. A partire dal campionato di calcio 2006-2007, il Torino è tornato a giocare allo Stadio Olimpico Grande Torino a seguito della ristrutturazione avvenuta per ospitare alcune cerimonie delle Olimpiadi Invernali 2006 e i tifosi granata hanno potuto occupare nuovamente questa storica curva.
Dal 2017 si posizionano stabilmente i Torino Hooligans (ultimo baluardo dei Torino senza scorta) e gli Incontri Casuali. Prima ancora vi erano gli Estranei Torino gruppo nato dalle ceneri dei V Kolonna, insieme ai Mods, Cedrata Group e i Filadelfia Supporters.

### Cronologia
Note: 
1951 - Nascita del Club Fedelissimi
1969 - Nascita degli Ultras Granata
1981 - Nascita dei Granata Korps
1985 - Nascita dei Viking

## Gemellaggi e rivalità

### Gemellaggi
- Fiorentina: forte legame tra le due tifoserie, nato agli inizi degli anni settanta per la vicinanza della società viola a quella granata dopo la tragedia di Superga.[21]
- Genoa: gemellaggio storico nato nel ricordo di Gigi Meroni, che ha vacillato a causa dei festeggiamenti dei tifosi rossoblù durante Torino-Genoa del 24 maggio 2009, incontro vinto dai liguri che contribuì in maniera quasi determinante alla retrocessione della squadra granata in Serie B. Il 16 dicembre 2012, giorno in cui i due club si riaffrontarono per la prima volta dopo il ritorno del Torino in Serie A, vi fu un parziale riavvicinamento tra le due tifoserie organizzate, fatto che ha portato una frazione di tifosi a considerare riconfermato il gemellaggio.
- Alessandria: un antico legame di amicizia lega i tifosi granata a quelli della Gradinata Nord alessandrina (a loro volta amici dei genoani).
- Ascoli: ancora tutt'oggi esiste un forte legame tra i Granata Korps e un buona fetta di curva ascolana.
- Nocerina: amicizia nata durante la stagione di Serie B 2011-2012 quando i tifosi molossi accolsero calorosamente i tifosi granata con uno striscione in ricordo di Ernest Egri Erbstein.

A livello internazionale, hanno buoni rapporti con le tifoserie di:
- Athletic Bilbao
- Benfica: Legame nato in seguito alla tragedia di Superga, in quanto la squadra portoghese fu l'ultima ad affrontare il Grande Torino in un amichevole che perse la vita di ritorno proprio dalla trasferta a Lisbona.
- Celtic
- Corinthians
- Chapecoense: Legame tra le tifoserie nato dalla sorte condivisa dai due club in seguito all'incidente aereo del 2016 in cui perse la vita gran parte della prima squadra del club brasiliano.
- Galatasaray
- Olympique Lione
- Manchester City
- Millwall
- Nizza
- Peñarol
- Racing Club
- Raith Rovers
- River Plate: Legame nato dalla vicinanza del club argentino, che organizzò un'amichevole in onore della squadra piemontese, dopo la tragedia di Superga.
- Salisburgo

#### L'amicizia con il Corinthians
L'amicizia tra il Corinthians e il Torino risale al 1914. In quell'anno, il Torino diventò il primo club italiano ad approdare in Sud America per effettuare una tournée. Le destinazioni furono Brasile e Argentina. Una volta sbarcati nel porto di Santos e dopo aver viaggiato in treno fino a San Paolo, i Granata disputarono sei match amichevoli, tutti giocati allo Stadio Parque Antarctica della città paulista. La squadra granata vinse tutte le partite, due delle quali, giocate proprio contro il Corinthians. La prima partita tra le due squadre fu anche il primo incontro internazionale della storia del Corinthians, il 15 agosto 1914, ed il Toro dominò per 3 a 0, con reti di Debernardi II ed Arioni II (2).
La seconda amichevole si giocò il 22 agosto 1914 e a detta del tecnico Vittorio Pozzo ai giornali di San Paolo, si rivelò la partita più difficile dell'intera tournée. Il match rimase inchiodato sull'1 a 1, reti di Mosso III e Americo, fino a quando nei minuti finali Debernardi II riprese una palla respinta nell'area dei bianconeri segnando così la rete della vittoria. Questa partita ebbe tra l'altro come arbitro il Sig. Charles Miller, semplicemente l'uomo che introdusse il calcio nella città di San Paolo nel 1894. Nonostante i risultati sul campo, le due società - entrambe di origine popolare - coltivarono e mantennero nel tempo i rapporti di amicizia instaurati.
Così nel 1948, quando il Grande Torino tornò a giocare in Brasile, disputò nuovamente un'amichevole contro il Corinthians. Questa volta il club brasiliano colse un'incredibile quanto sorprendente vittoria per 2 a 1, e questa risultò come l'unica sconfitta del Grande Torino nell'arco di tutta la sua tournée brasiliana. Quando il 4 maggio 1949 il Grande Torino perì nel disastro aereo di Superga, il Corinthians si sentì in dovere di rendere il più semplice omaggio agli amici italiani tragicamente e prematuramente scomparsi, per cui, in una partita amichevole contro la Portuguesa, gli 11 giocatori scesi in campo indossarono una maglia granata, proprio in onore della leggendaria e invincibile squadra.
Nella stagione 2011 il Corinthians indossa come terza maglia una maglia granata con la dicitura 1949 sul retro, in ricordo del Grande Torino.

#### Il gemellaggio con il River Plate

Il nel 1949 al Comunale, prima dell'incontro amichevole con la selezione mista del Torino Simbolo.

Gli argentini del River Plate hanno storicamente degli stretti rapporti di gemellaggio col Torino, fin dall'epoca della tragedia di Superga.
Nel periodo seguente alla sciagura, il club argentino fu particolarmente vicino alla società italiana, organizzando amichevoli e raccolte di fondi per aiutare la squadra devastata; il 26 maggio 1949, tre settimane dopo lo schianto di Superga, il River volò fino a Torino per disputare un'amichevole benefica, organizzata dalla FIGC, assieme ad una selezione comprendente i più forti giocatori italiani dell'epoca, riuniti sotto il nome di Torino Simbolo. Non deve stupire questo atteggiamento: bisogna ricordare come in Argentina, all'epoca, una percentuale notevole della popolazione fosse di origine italiana e, fra questi, numerosissimi fossero i piemontesi.
Come testimonianza odierna di questo legame tra le due società, in varie occasioni la maglia di riserva del club argentino è stata di colore granata (l'ultima volta nella stagione 2019-2020) in omaggio alla squadra del Grande Torino, mentre similmente la formazione torinese ha sfoggiato varie volte una casacca da trasferta con banda diagonale, in omaggio alla maglia casalinga del River (l'ultima volta nella stagione 2021-2022).

### Rivalità
- Juventus: è la rivalità di gran lunga più sentita dalla tifoseria granata. Le due squadre danno vita al cosiddetto derby della Mole, una delle più note stracittadine del calcio italiano. Al 31 maggio 2025 sono 258 (di cui 210 relativi a gare ufficiali) i derby disputati tra granata e bianconeri; il bilancio generale delle partite ufficiali vede la Juventus in vantaggio per 114 vittorie a 73, con 71 pareggi; 403 i gol segnati dagli juventini, 327 dal Torino. Il primo derby torinese fu disputato nel 1907 e si concluse con la vittoria dei granata per 2-1.
- Sampdoria: profondo astio nato agli albori del tifo organizzato, "aggravato" dal lungo gemellaggio dei granata col Genoa.
- Atalanta: altra rivalità storica assai consolidata, che ha spesso dato vita a cruenti scontri. Di recente, le due tifoserie si sono unite nel ricordo di Emiliano Mondonico. In generale, nonostante il tradizionale antagonismo, vige un notevole rispetto tra le due fazioni.

Inimicizie degne di nota sono anche quelle con:
- Bologna: gli scontri tra i rossoblù e i granata hanno la loro origine negli anni ‘70.
- Inter: inimicizia veemente che esiste da sempre.
- Lazio: come nel caso dell’Hellas, si tratta di una rivalità la cui origine risale allo scioglimento del gemellaggio tra le due tifoserie, dovuto anche a motivi politici.
- Milan: rivalità più tenue rispetto a quella con i meneghini nerazzurri, ma comunque sentita. Anche in questo caso esisteva un vecchio legame di amicizia, che fu presto sciolto.
- Roma: i forti dissapori con i giallorossi si aggravarono conseguentemente al gemellaggio tra granata e biancocelesti.
- Verona: con l’Hellas esisteva un solido gemellaggio, interrottosi bruscamente dopo 10 anni, nel 1988: da allora le tifoserie sono rivali, anche per motivi politici, pur conservando entrambe il gemellaggio con la Fiorentina.

Rivalità meno sentite riguardano o hanno riguardato nella storia le tifoserie di:
- Ancona
- Arezzo
- Avellino
- Bari
- Brescia
- Cagliari
- Cesena
- Fidelis Andria
- Juve Stabia
- Latina
- Licata
- Lecce
- Mantova
- Napoli
- Modena
- Monza
- Novara
- Padova
- Palermo
- Parma
- Perugia
- Pescara
- Piacenza
- Pisa
- Reggina
- Sassuolo
- Siena
- Spezia
- Ternana
- Triestina
- Varese
- Venezia
- Vicenza[27]

A livello internazionale:
- ADO Den Haag
- AEK Atene
- Arsenal
- Atlético Madrid
- SK Beveren
- Club Bruges
- Copenaghen
- Debrecen
- Eintracht Francoforte
- Legia Varsavia
- Notts County
- Panathīnaïkos
- Real Madrid
- Wolverhampton

### Ex amicizie/gemellaggi
- Arezzo
- Bari
- Bordeaux
- Lazio
- Milan
- Pisa
- Reggina
- Triestina
- Venezia
- Verona